# Fattore di sconto stocastico
In economia finanziaria, il concetto di fattore di sconto stocastico (con voce inglese, stochastic discount factor, da cui la sigla SDF con cui è spesso indicato, anche in lingua italiana) è alla base di una formulazione della teoria dell'asset pricing, sviluppata a partire da una serie di lavori di Lars Hansen e altri autori. Il fattore di sconto stocastico determina il prezzo di qualsiasi attività finanziaria, e riassume le conclusioni dei teoremi fondamentali dell'asset pricing. Sotto una serie di ipotesi, lo SDF può essere giustificato tramite un modello di equilibrio economico generale.
Denotando il valore futuro (all'istante di tempo {\displaystyle t+1}) di un generico titolo {\displaystyle i} tramite {\displaystyle x_{it+1}}, e il suo prezzo attuale tramite {\displaystyle p_{it}}, il fattore di sconto stocastico è una variabile casuale {\displaystyle m_{t}} tale che:
{\displaystyle \ p_{it}={\mbox{E}}_{t}[m_{t+1}x_{it+1}]}
per ogni titolo {\displaystyle i}, dove {\displaystyle {\mbox{E}}_{t}} denota il valore atteso condizionato all'informazione disponibile all'istante {\displaystyle t}. La popolarità di tale formulazione è legata alla sua immediatezza (essenzialmente consta dell'espressione sopra), nonché al fatto che collega ambiti della teoria classica dell'asset pricing in precedenza distanti tra loro in un unico quadro analitico; in generale, un qualunque modello volto a determinare il prezzo di un'attività finanziaria può essere visto come un modello di SDF.
In una formulazione in tempo continuo, il fattore di sconto stocastico è definito come un processo stocastico positivo {\displaystyle \{\xi (t)\}} che soddisfa l'equazione differenziale stocastica:
{\displaystyle \ d\xi (t)=-\xi (t)r(t)dt-\xi (t)\lambda (t)^{\top }d\mathbf {w} (t)}
dove {\displaystyle \{r(t)\}} è il processo del tasso d'interesse privo di rischio, {\displaystyle \{\mathbf {w} (t)\}} è un vettore moto browniano standard, e {\displaystyle \lambda (t)} è il vettore dei prezzi del rischio di mercato (in inglese market price of risk), uguale a:
{\displaystyle \Sigma ^{-1}(t)\left({\mathcal {S}}(t)-r(t)\mathbf {1} \right)}
dove {\displaystyle \Sigma } è la matrice varianze-covarianze dei rendimenti istantanei delle attività finanziarie scambiate nell'economia, {\displaystyle {\mathcal {S}}(t)} è il vettore dei loro prezzi, e {\displaystyle \mathbf {1} } denota un vettore conforme avente ogni elemento uguale a 1.
Nel caso in cui {\displaystyle \mathbf {w} (t)} sia di dimensione 1, {\displaystyle \lambda (t)} è uno scalare, dato da:
{\displaystyle \lambda (t)={\frac {\mu (t)-r(t)}{\sigma (t)}}}
dove {\displaystyle \mu (t)} e {\displaystyle \sigma (t)} sono rispettivamente il rendimento istantaneo atteso e la volatilità istantanea di un titolo e {\displaystyle r} è il rendimento istantaneo privo di rischio: si tratta di un indice di Sharpe. In equilibrio, {\displaystyle \lambda (t)} sarà identico per tutti i titoli scambiati sul mercato (ossia, per qualunque scelta della coppia {\displaystyle \{\mu (t),\sigma (t)\}}). La condizione sui prezzi, in un modello in tempo continuo, è data da:
{\displaystyle {\mbox{E}}\left[d(\xi S)\right]=0}
dove {\displaystyle S(t)} denota il prezzo di un'attività finanziaria.

## Modelli intertemporali di consumo
L'idea del fattore di sconto stocastico ha origine nella letteratura macroeconomica sui modelli di consumo intertemporali. In tali modelli, un consumatore rappresentativo massimizza l'utilità attesa derivante dal consumo presente {\displaystyle c_{t}} e futuro {\displaystyle c_{t+1}} risolvendo il problema:
{\displaystyle \max _{\left\{\psi _{t}\right\}}u(c_{t})+\delta {\mbox{E}}_{t}[u(c_{t+1})]}
{\displaystyle {\mbox{s.t.}}\ c_{t}=\omega _{t}-p_{t}\psi _{t};\quad c_{t+1}=\omega _{t+1}+\psi _{t}x_{t+1}}
dove {\displaystyle \delta } denota un fattore di sconto dell'utilità derivante dal consumo futuro (il consumatore rappresentativo attribuisce una maggiore importanza al consumo presente rispetto a quello futuro), {\displaystyle \psi _{t}} denota l'investimento in attività finanziarie dal prezzo {\displaystyle p_{t}} e valore futuro {\displaystyle x_{t+1}}, e {\displaystyle \omega _{t}}, {\displaystyle \omega _{t+1}} rappresentano le dotazioni iniziali del consumatore rappresentativo nei due istanti di tempo, cioè quanto sarebbe disponibile per il consumo in assenza di investimento. Si ipotizza che le opportunità di consumo future abbiano natura casuale, da cui l'operatore valore atteso {\displaystyle {\mbox{E}}_{t}} nell'espressione sopra. Il significato dei vincoli del problema di massimizzazione dell'utilità attesa è presto chiarito: in assenza di opportunità d'investimento, il consumatore rappresentativo non ha modo di trasferire ricchezza nel tempo fino all'istante {\displaystyle t+1}, per cui il consumo {\displaystyle c_{t}} sarebbe pari alla dotazione iniziale {\displaystyle \omega _{t}}. La possibilità di investire acquistando l'attività finanziaria consente al consumatore di sacrificare il consumo presente per poter consumare in futuro qualcosa in più (per la precisione, {\displaystyle \psi _{t}x_{t+1}}) rispetto alla propria dotazione {\displaystyle \omega _{t+1}}.
Sostituendo i vincoli all'interno della funzione obiettivo e derivando rispetto a {\displaystyle \ \psi _{t}}, si ottiene la condizione necessaria del primo ordine per un massimo:
{\displaystyle \ -u'(c_{t})p_{t}+\delta {\mbox{E}}_{t}\left[u'(c_{t+1})x_{t+1}\right]=0}
Esplicitando {\displaystyle p_{t}} si ottiene:
{\displaystyle p_{t}={\mbox{E}}_{t}\left[\delta {\frac {u'(c_{t+1})}{u'(c_{t})}}x_{t+1}\right]}
Quest'ultima relazione è detta equazione di Eulero dell'agente rappresentativo. A questo punto è immediato osservare che si recupera la definizione del fattore di sconto stocastico {\displaystyle m_{t}} semplicemente imponendo:
{\displaystyle m_{t+1}=\delta {\frac {u'(c_{t+1})}{u'(c_{t})}}}
Così che il fattore di sconto stocastico risulta uguale al saggio marginale di sostituzione intertemporale. L'intuizione dietro questo risultato (che può essere immediatamente esteso a condizioni più generali di quelle ipotizzate fin qui) è semplice: il prezzo di un'attività finanziaria altro non è che una media ponderata del suo valore nei diversi possibili futuri stati del mondo; in particolare, tale media assegna un peso maggiore agli stati del mondo nei quali i consumi {\displaystyle \ c_{t+1}} hanno un maggior valore (utilità marginale {\displaystyle \ u'(c_{t+1})} più elevata).

## Relazioni con la teoria classica dell'asset pricing

### Vettore dei prezzi di stato
Nella formulazione più semplice, un modello classico di asset pricing statico (che considera cioè un istante di tempo presente, in cui vengono prese le decisioni di investimento, e un istante futuro, in cui si realizzano i rendimenti derivanti dall'investimento, e in cui per ogni altro aspetto la dimensione temporale è assente) considera un insieme di {\displaystyle N} attività finanziarie, i cui prezzi sono raccolti in un vettore {\displaystyle p\in \mathbb {R} ^{N}}. In un dato istante di tempo futuro possono verificarsi {\displaystyle S<\infty } stati del mondo, a ciascuno dei quali corrisponde un valore di ciascun titolo; è dunque possibile raccogliere i possibili valori futuri degli {\displaystyle N} titoli presenti sul mercato in una matrice {\displaystyle X\in \mathbb {R} ^{N\times S}}.
Si definisce dunque un vettore di prezzi di stato (con voce inglese, state price vector, SPV) {\displaystyle q\in \mathbb {R} ^{S}} tale che:
{\displaystyle \ p=Xq}
Il prezzo di un titolo che vale 1 nello stato del mondo {\displaystyle s} e 0 in tutti gli altri stati del mondo è uguale alla componente {\displaystyle s}-esima di {\displaystyle \ q} ( {\displaystyle \ q_{s}}); tale titolo è detto Arrow-Debreu security, in onore degli economisti Kenneth Arrow e Gérard Debreu che per primi proposero questa formulazione, in un contesto di equilibrio economico generale. Intuitivamente, {\displaystyle q_{s}} è il prezzo di una sorta di assicurazione contro quanto può accadere nello stato {\displaystyle s}: se (e solo se) tale stato si verifica, verrà pagata all'investitore una somma pari al suo investimento nell'Arrow-Debreu security.

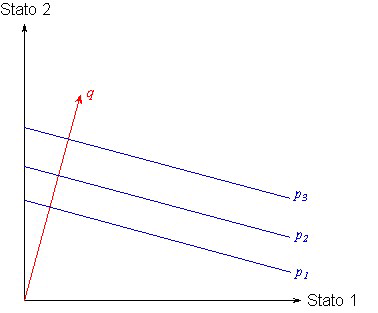
Illustrazione del vettore dei prezzi di stato nel diagramma di stato

Spesso il vettore dei prezzi di stato è illustrato graficamente ricorrendo a un diagramma di stato, come quello illustrato in figura. Il diagramma di stato rappresenta i valori di ciascun titolo nei diversi stati del mondo in un sistema di riferimento cartesiano in cui la coordinata {\displaystyle i}-esima corrisponde al valore nello stato del mondo {\displaystyle i}. Supponendo che i possibili stati del mondo futuri siano soltanto due (ad esempio, recessione ed espansione dell'economia; gli stati del mondo non devono necessariamente essere tutte le possibili descrizioni del mondo in un dato istante di tempo futuro, ma semplicemente le descrizioni degli aspetti rilevanti del mondo), il vettore dei prezzi di stato {\displaystyle q} sarà un vettore di dimensione 2, perpendicolare alle rette caratterizzate da un prezzo costante. Ciò segue dalla relazione {\displaystyle p=Xq}: considerando l'insieme {\displaystyle p_{0}} delle coppie di valori futuri dei titoli nei due stati del mondo il cui prezzo è zero, in corrispondenza di tali titoli si ha {\displaystyle Xq=0}, così che l'ortogonalità è immediatamente verificata; per un qualunque titolo il cui prezzo è diverso da zero, i valori corrispondenti nei due possibili stati del mondo futuri sono ottenuti come una opportuna traslazione di {\displaystyle p_{0}} (ad es. {\displaystyle p_{1}}, {\displaystyle p_{2}}, {\displaystyle p_{3}} in figura), così che la perpendicolarità rispetto a {\displaystyle q} è conservata.

### Prezzi di stato e fattore di sconto stocastico
Definendo le probabilità {\displaystyle \ \pi _{1},\ldots ,\pi _{S}} che ciascuno degli {\displaystyle S} stati del mondo si verifichi, dalla definizione del fattore di sconto stocastico {\displaystyle m} si ha per il generico titolo {\displaystyle i}:
{\displaystyle p_{i}=\sum _{s=1}^{S}\pi _{s}m_{s}X_{is}}
dove {\displaystyle X_{is}} denota l'elemento {\displaystyle i,s} di {\displaystyle X}, e {\displaystyle m_{s}} denota il valore assunto dal fattore di sconto stocastico nello stato del mondo {\displaystyle s}. Sfruttando invece la definizione del vettore dei prezzi di stato {\displaystyle q} si ha:
{\displaystyle p_{i}=\sum _{s=1}^{S}q_{s}X_{is}}
L'espressione sopra ha un'interpretazione assai ragionevole: il prezzo di un dato titolo è uguale alla somma dei valori che può assumere nei vari stati del mondo futuri, moltiplicati per il "costo" {\displaystyle q_{s}} di ciascuno stato. Si tratta di un'espressione di una cosiddetta legge economica, o regolarità empirica, che va sotto il nome di legge del prezzo unico. Vale dunque la seguente relazione tra fattore di sconto stocastico e vettore dei prezzi di stato:
{\displaystyle \ m_{s}={\frac {q_{s}}{\pi _{s}}}} ovvero: {\displaystyle q_{s}={m_{s}}{\pi _{s}}\quad s=1,\ldots ,S}
ogniqualvolta la penultima espressione ha senso (cioè per {\displaystyle \pi _{s}\neq 0}).
Ricordando che il fattore di sconto stocastico è uguale al saggio marginale di sostituzione intertemporale, ed è dunque proporzionale all'utilità marginale {\displaystyle \ u'(c_{t+1})} nei vari stati del mondo, il significato dei prezzi di stato è chiarito. Il fattore di sconto stocastico avrà un valore maggiore negli stati del mondo in cui l'utilità marginale è maggiore: quelli, cioè, in cui il consumo è lontano dall'ottimo - ad esempio, in una recessione. La relazione sopra implica che i corrispondente prezzi di stato saranno anch'essi elevati (dal momento che {\displaystyle \pi _{s}\geq 0}): vi sarà infatti una forte domanda di "assicurazione" contro tali stati del mondo, che aumenterà il prezzo dell'"assicurazione" rappresentata dalle Arrow-Debreu security.

### Arbitraggio e teorema fondamentale dell'asset pricing
In questa formulazione, un portafoglio altro non è che un vettore {\displaystyle w\in \mathbb {R} ^{N}} le cui componenti rappresentano l'investimento in ciascun titolo dell'economia (non si esclude, in generale, che tale investimento possa essere negativo, nel qual caso l'investitore vende allo scoperto il titolo corrispondente). Il prezzo di un dato portafoglio è: {\displaystyle \ w'p=\sum _{i}w_{i}p_{i}}; allo stesso modo, il valore del portafoglio negli {\displaystyle S} stati del mondo è descritto da un vettore {\displaystyle w'X\in \mathbb {R} ^{S}}. Si definiscono allora:
1. Arbitraggio del primo tipo: un portafoglio {\displaystyle w_{1}} tale che: {\displaystyle \ w_{1}'p\leq 0\ \wedge \ w_{1}'X>0} (quest'ultima condizione è verificata componente per componente);
2. Arbitraggio del secondo tipo: un portafoglio {\displaystyle w_{2}} tale che: {\displaystyle \ w_{2}'p<0\ \wedge \ w_{2}'X\geq 0} (quest'ultima condizione è verificata componente per componente).

Nel primo caso, il portafoglio non costa nulla (o addirittura viene offerto del denaro all'investitore per accettarlo) e garantisce un valore positivo in ogni stato del mondo; nel secondo caso, viene offerto del denaro all'investitore per accettare il portafoglio, e il portafoglio stesso ha un valore positivo, o al più pari a zero, in ogni stato del mondo. Dal momento che non si crea niente dal niente, è ragionevole aspettarsi che le eventualità descritte dagli arbitraggi del primo e del secondo tipo non si verifichino nella realtà del mercato. Questo porta a un risultato che è noto come (primo) teorema fondamentale dell'asset pricing, che afferma che:
Non esistono opportunità d'arbitraggio se e solo se il vettore dei prezzi di stato ha tutte le componenti strettamente positive (cioè, se e solo se il fattore di sconto stocastico è strettamente positivo in ciascuno stato del mondo).
Il teorema fondamentale dell'asset pricing è talvolta utilizzato per stabilire l'intervallo di prezzi per una data attività finanziaria che non ammettono possibilità d'arbitraggio (i limiti inferiore e superiore a tale intervallo sono detti, con voce inglese, arbitrage bounds). Tale intervallo è definito, grazie al teorema fondamentale, come l'intervallo che assicura che il fattore di sconto stocastico sia strettamente positivo. La parità call-put nella teoria delle opzioni rappresenta un'applicazione di questo metodo.

### Misura di probabilità neutrale al rischio erisk-neutral pricing
Un titolo privo di rischio ha lo stesso valore in ciascuno stato del mondo; senza ledere la generalità, si ipotizzi un titolo privo di rischio avente valore 1 in ciascuno stato del mondo. Il prezzo di tale titolo sarà, in base alle espressioni presentate sopra:
{\displaystyle \ \sum _{s}q_{s}=\sum _{s}\pi _{s}m_{s}={\mbox{E}}[m]}
Il rendimento lordo del titolo privo di rischio sarà anch'esso non rischioso, e sarà dato da:
{\displaystyle R_{f}={\frac {1}{\sum _{s}q_{s}}}={\frac {1}{{\mbox{E}}[m]}}}
dove la notazione {\displaystyle R_{f}} deriva dal termine inglese risk-free rate (letteralmente, tasso privo di rischio).
È ora possibile definire una serie di costanti {\displaystyle \{\pi _{s}^{*}\}_{s=1}^{S}}, dove:
{\displaystyle \pi _{s}^{*}={\frac {m_{s}\pi _{s}}{{\mbox{E}}[m]}}={\frac {q_{s}}{\sum _{s}q_{s}}}}
Se {\displaystyle m_{s}>0} per ogni {\displaystyle s}, le {\displaystyle \pi _{s}^{*}} sono una serie di costanti positive la cui somma è 1, ossia una misura di probabilità, detta misura di probabilità neutrale al rischio. Poiché {\displaystyle \ \pi _{s}^{*}=0} ogniqualvolta {\displaystyle \ \pi _{s}=0}, la misura di probabilità neutrale al rischio è inoltre equivalente alla misura di probabilità originale; l'equivalenza tra le due misure di probabilità è un ragionevole requisito: si evita così che eventi impossibili (aventi cioè probabilità zero) sotto una misura siano possibili sotto l'altra.
Euristicamente, le probabilità neutrali al rischio rappresentano le opinioni (espresse in termini di probabilità) di mercato circa l'eventualità che si verifichino gli stati del mondo indicizzati tramite {\displaystyle \ s=1,\ldots ,S}. Per rendere più concreta questa interpretazione, si consideri il contesto delle scommesse sulle corse dei cavalli; il bookmaker varierà le quotazioni associate a ciascun cavallo a seconda della probabilità che questo vinca o meno, stabilendo così una relazione tra probabilità dello stato del mondo "il cavallo XXX vince la corsa" e prezzo di una scommessa su tale cavallo; questo è precisamente il ruolo giocato dai prezzi di stato {\displaystyle \left\{q_{s}\right\}_{s=1}^{S}}, e dunque da {\displaystyle \left\{m_{s}\right\}_{s=1}^{S}} e {\displaystyle \left\{\pi _{s}^{*}\right\}_{s=1}^{S}}, nella formulazione sopra esposta.
La ragione del nome misura di probabilità neutrale al rischio sta nel fatto che, nel caso in cui la funzione di utilità del consumatore rappresentativo sia lineare, e dunque il consumatore sia neutrale al rischio, l'utilità marginale si riduce a una costante, e la misura di probabilità definita dalle {\displaystyle \pi _{s}^{*}} coincide con quella originaria data dalle {\displaystyle \ \pi _{s}}. Risulta inoltre, per ciascun titolo {\displaystyle i}:
{\displaystyle p_{i}={\frac {1}{R_{f}}}\sum _{s}\pi _{s}^{*}X_{is}={\frac {1}{R_{f}}}{\mbox{E}}^{*}[X_{i}]}
dove {\displaystyle {\mbox{E}}^{*}} denota il valore atteso basato sulla misura di probabilità neutrale al rischio. Il prezzo di un titolo risulta dunque pari al valore scontato del suo valore futuro atteso, basato su una particolare misura di probabilità. Questo risultato è alla base di una serie metodi di prezzaggio di attività finanziarie, raccolti sotto il nome di metodi di risk-neutral pricing (metodi di calcolo del prezzo basato sulla misura neutrale al rischio). Un esempio è dato (nel contesto più generale di un modello in tempo continuo) dalla celebre formula di Black e Scholes per la valutazione di opzioni europee. In base all'espressione sopra, è immediato osservare che il fattore di sconto stocastico altro non è che una derivata di Radon-Nikodym che consente di passare dalla misura di probabilità neutrale al rischio a quella originaria, o misura fisica.

### SDF e frontiera dei portafogli
Il concetto di fattore di sconto stocastico consente di riformulare la teoria della frontiera dei portafogli secondo un approccio geometrico assai più semplice, dal punto di vista algebrico, del tradizionale approccio lagrangiano basato su preferenze di tipo media-varianza.

### SDF, Capital asset pricing model e Arbitrage pricing theorem
Il quadro teorico fornito dal fattore di sconto stocastico permette inoltre di considerare i noti modelli di rendimento atteso del CAPM e dell'APT come casi particolari. È in particolare possibile mostrare che un qualsiasi modello per il fattore di sconto stocastico nella forma:
{\displaystyle \ m=a+bR_{m}}
dove {\displaystyle \ R_{m}} è il rendimento lordo del portafoglio di mercato, implica il Capital asset pricing model (CAMP). L'APT può inoltre essere ottenuto formulando un modello esteso, in cui lo SDF è funzione lineare di una serie di fattori:
{\displaystyle \ m=a+\mathbf {b} '\mathbf {f} }
dove {\displaystyle \mathbf {f} =[f_{1},f_{2},\ldots ,f_{k}]} raccoglie i fattori in una scrittura vettoriale, e {\displaystyle \mathbf {b} } denota il vettore di costanti corrispondenti a ciascun fattore.

## SDF, test empirici e teoria economica
L'estrema generalità della formulazione della teoria dell'asset pricing basata sul fattore di sconto stocastico ha portato notevoli cambiamenti nel modo di condurre un test empirico in un contesto di asset pricing. Se nei lavori empirici più datati si specificava un particolare modello di prezzo/rendimento atteso tipo CAPM o APT, che si testava direttamente sui dati, i lavori empirici più recenti si concentrano su proprietà generali che devono essere soddisfatte da un qualunque fattore di sconto stocastico. Un esempio è dato dai noti limiti di Hansen-Jagannathan (in inglese, Hansen-Jagannathan bounds), che un qualunque SDF deve soddisfare al fine di determinare correttamente il prezzo di un'attività finanziaria (si veda oltre).
La relazione che definisce il fattore di sconto stocastico:
{\displaystyle \ p_{it}={\mbox{E}}_{t}\left[m_{t+1}x_{it+1}\right]}
può essere immediatamente riscritta come:
{\displaystyle \ {\mbox{E}}_{t}\left[p_{it}-m_{t+1}x_{it+1}\right]=0}
L'espressione sopra altro non è che una condizione espressa in termini del momento del primo ordine di una variabile casuale. Intuitivamente, ciò suggerisce la possibilità di ricorrere al metodo dei momenti per condurre un test empirico di un modello di fattore di sconto stocastico. Nella pratica in realtà si ricorre al più flessibile metodo generalizzato dei momenti; non stupisce allora osservare che quest'ultima metodologia, così come l'idea del fattore di sconto stocastico, è stata sviluppata originariamente da Lars Peter Hansen.
Il lavoro teorico dell'asset pricing tuttavia non finisce qui; se da un alto tramite il concetto di SDF molte delle idee emerse negli sviluppi teorici precedenti sono unificate, è anche vero che resta al ricercatore il compito di porre in relazione il fattore di sconto stocastico con variabili economiche osservabili, affinché il modello sia di una qualche utilità pratica e non solo una curiosità teorica.

### Limite di Hansen-Jagannathan edequity premium puzzle
In un noto lavoro, Hansen e Jagannathan (1991) derivano un limite inferiore alla relazione tra la media e la varianza di un qualsiasi fattore di sconto stocastico; tale limite costituisce la base per qualunque test di un modello di prezzo/rendimento atteso. Il limite può essere derivato come segue (questa è una derivazione euristica che ricalca quella presentata da Cochrane (2001); si veda il lavoro originale di Hansen e Jagannathan per una dimostrazione formale). Si consideri la relazione fondamentale:
{\displaystyle \ 1={\mbox{E}}[mR]={\mbox{cov}}(m,r)+{\mbox{E}}(m){\mbox{E}}(R)=\sigma (m)\sigma (R){\mbox{corr}}(m,R)+{\mbox{E}}(m){\mbox{E}}(R)}
Poiché {\displaystyle |{\mbox{corr}}(m,R)|\leq 1}, è possibile stabilire un limite basandosi sul caso in cui {\displaystyle {\mbox{corr}}(m,r)=-1}; risulta allora:
{\displaystyle \sigma (m)\sigma (R)\geq {\frac {|{\mbox{E}}(R)-R_{f}|}{R_{f}}}}
essendo noto che {\displaystyle {\mbox{E}}(m)=R_{f}^{-1}}; ossia:
{\displaystyle \sigma ^{2}(m)\geq \left[{\frac {{\mbox{E}}(R)-R_{f}}{\sigma (R)}}\right]\left({\mbox{E}}[m]\right)^{2}={\mbox{SR}}^{2}\left({\mbox{E}}[m]\right)^{2}}
dove {\displaystyle {\mbox{SR}}} denota la Sharpe ratio del titolo o portafoglio di titoli in esame.
In un modello standard di consumo intertemporale con utilità CRRA:
{\displaystyle u(c_{t})={\frac {c_{t}^{\gamma }}{\gamma }}}
il fattore di sconto stocastico, uguale al saggio marginale di sostituzione intertemporale è proporzionale al tasso di crescita dei consumi. Il limite di Hansen-Jagannathan stabilisce dunque una relazione tra il tasso medio di crescita dei consumi e la sua varianza. Dal punto di vista empirico, ciò conduce al problema noto come equity premium puzzle: poiché la varianza del tasso di crescita dei consumi è normalmente modesta, il limite risulta violato.

## Estensioni
Il quadro qui presentato è limitato a modelli in tempo discreto (in effetti, in due soli istanti di tempo), in cui l'incertezza sul futuro è limitata alla possibilità che si verifichi uno tra un numero finito di stati del mondo. Praticamente ogni aspetto di questa formulazione è stato generalizzato. Una teoria basata sul fattore di sconto stocastico può essere derivata in tempo continuo, con la possibilità che si verifichi un numero infinito di stati; il riferimento standard al riguardo è il noto lavoro di Hansen e Richards (1987).